# Vailoatai
Vailoatai är en ort i Amerikanska Samoa (USA).   Den ligger i countyt Tūalātai County och distriktet Västra distriktet, i den västra delen av landet, 13 km sydväst om huvudstaden Pago Pago. Vailoatai ligger 7 meter över havet och antalet invånare är 1 144.
Terrängen runt Vailoatai är kuperad norrut, men österut är den platt. Havet är nära Vailoatai åt sydväst.  Närmaste större samhälle är Leone, 1,9 km norr om Vailoatai. 